# Подружница
Подружница je предузеће које је у власништву или под контролом другог предузећа, што се назива скуп привредних друштава. Подружница може бити предузеће, корпорација или друштво са ограниченом одговорношћу. У неким случајевима оно може бити државно или јавно предузеће.